# Коломан Гег
Коломан Гег, (чеш. Koloman Gögh; Кладно, 7. јануара 1948 – 11. новембра 1995. Гатендорф) је био чехословачки фудбалер  мађарског поријекла. Носилац је златне медаље са Европског првенства 1976. и бронзане медаље са Европског првенства 1980. Погинуо је у саобраћајној несрећи у Аустрији. Био је један од најбољих чехословачких бекова..

## Каријера
Рођен је у Кладну, али се фудбалом почео бавити у Колареву, граду са преко 80% припадника мађарске националне мањине. Наступао је за тимове који су повезани са мађарском мањином у Словачкој. Након тога почиње да игра за јуниорски тим Коморана. Војску је служио као падобранац, а наступао је и за клуб ВТЈ Дукла Холешов. Након одслужења војног рока фудбалску каријеру наставио је у ФК Слован Братислава. Са Слован ом је два пута освајао првенство Чехословачке 1974. и 1975. Куп Чехословачке освојио је 1974, а Куп Словачке  1974. и 1976. У Купу европских шампиона одиграо је 4 утакмице, а у Купу Уефа 7 утакмица.
Репрезентативну каријеру започео је 20. децембра 1974. године у пријатељској утакмици против Ирана. Потом је уследила десетомјесечна пауза, али након меча 15. октобра 1975. године против Мађарске, постао је стандардни првотимац и у наредних пет година одиграо је 55 утакмица постигавши 1 гол. Врхунац његове каријере било је учешће на Европском првенству 1976. године, на којем је освојио титулу европског шампиона. Четири године касније, на Европском првенству 1980. у Италији освојио је бронзу.
Након што је окончао играчку каријеру посветио се тренерском позиву. Почео је у ФК ДАК 1904 Дунајска Стреда још током свог играчког ангажмана. Уследио је повратак у Слован гдје је прове две сезоне као помоћни тренер. Последњи клуб који је тренирао био SV Gols. Приликом враћања са једне утакмице Гег је погинуо у саобраћајној несрећи. ФК Коларово именовао је свој стадион у његову част Стадион Коломан Гег.

## Лигашки учинак
| Сезона                       | Утакмица | Голова | Клуб                        |
| ---------------------------- | -------- | ------ | --------------------------- |
| 1. чехословачка лига 1971/72 | 9        | 0      | ФК Слован Братислава        |
| 1. чехословачка лига 1972/73 | 24       | 0      | ФК Слован Братислава        |
| 1. чехословачка лига 1973/74 | 25       | 0      | ФК Слован Братислава        |
| 1. чехословачка лига 1974/75 | 30       | 0      | ФК Слован Братислава        |
| 1. чехословачка лига 1975/76 | 29       | 0      | ФК Слован Братислава        |
| 1. чехословачка лига 1976/77 | 26       | 1      | ФК Слован Братислава        |
| 1. чехословачка лига 1977/78 | 28       | 1      | ФК Слован Братислава        |
| 1. чехословачка лига 1978/79 | 28       | 1      | ФК Слован Братислава        |
| 1. чехословачка лига 1979/80 | 27       | 0      | ФК Слован Братислава        |
| Бундеслига 1980/81           | 35       | 0      | ФК Линц                     |
| Бундеслига 1981/82           | 24       | 0      | ФК Линц                     |
| 1. словачка лига 1982/83     | 28       | 7      | ФК ДАК 1904 Дунајска Стреда |
| 1. словачка лига 1983/84     | 28       | 2      | ФК ДАК 1904 Дунајска Стреда |
| УКУПНО 1. чехословачка лига  | 226      | 3      |                             |
| УКУПНО Бундеслига            | 59       | 0      |                             |